# Alexander Maurice Cameron
Sir Alexander Maurice Cameron, britanski general, * 30. maj 1898, † 25. december 1986.